# Brunn an der Wild
Brunn an der Wild é um município da Áustria localizado no distrito de Horn, no estado de Baixa Áustria.